# Monstret tar hämnd
Monstret tar hämnd (engelska: Return of the Creature och Return of the Creature from the Black Lagoon) är den första av två uppföljare till filmen Skräcken i Svarta lagunen. Filmen var inspelad i 3D och Producerad av William Alland. Regissör var Jack Arnold, Huvudrollerna spelas av John Agar, Lori Nelson, John Bromfield och Nestor Paiva. Monstret spelades av Tom Hennesy (på land), och Ricou Browning (i undervattens-scenerna). Filmen utgör Clint Eastwoods filmdebut.